# Fritz Staudinger
Fritz Staudinger (* 28. Juli 1896 (Geburtsort unbekannt); † 2. Februar 1964 in Weißenburg in Bayern) war ein deutscher Politiker der Christlich-Sozialen Union in Bayern (CSU).
Staudinger war bis 1959 Landrat des Landkreises Weißenburg in Bayern. Er war vom 9. Dezember 1958 bis zum 26. Januar 1960 unter Hanns Seidel sowie vom 26. Januar 1960 bis zum 11. Dezember 1962 unter Hans Ehard Staatssekretär von Theodor Maunz, dem bayerischen Minister für Unterricht und Kultus.
Staudinger hat promoviert und war evangelisch.
Nach seinem Tode wurde in Weißenburg die Dr.-Fritz-Staudinger-Straße nach ihm benannt.

## Werke
- Die Entwicklung des Gemeindehaushalts der Stadt Weißenburg i.B. seit 1800, 1921, 124 Seiten.[6]

## Auszeichnungen
- 1961: Bayerischer Verdienstorden